# Китайські паперові ліхтарики (картина)
«Китайськ паперові ліхтарики» (картина) — безсюжетне полотно російського художника Костянтина Коровіна (1861—1939).

## Опис твору
Молода дівчина в чорній спідниці та яскравій червоній блузі запалює та вивішує китайські паперові ліхтарики. Зображення дівчини з різнокольоровими паперовими ліхтариками і стало темою безсюжетної картини Костянтина Коровіна. Вважають, що майбутня дружина художника (Анна Фідлер), була головною моделлю для твору художника.
Російська імперія цього часу переживала складні перехідні роки від довгого в країні феодалізму до капіталізму. За інерцією головувала дворянська культура з її садибними святами, фейєрверками, літературою, довгими прогулянками. Хоча наприкінці 19 ст, коли була створена картина, до форм дворянської культури підтяглися непривілейовані верства населення, освічені купці, агресивні ділки, різночинці. Свій внесок в підтримку форм дворянської культури (котра переживала кризу) внесло і розповсюдження дачного, заміського життя — з його перебуванням на природі і нудьгою, лінощами, порожніми бесідами, читанням, музикуванням і звертанням до екзотики. Однією з них стануть китайські паперові ліхтарики. В Китаї ними прикрашали храмові споруди і вони несли релігійне, обрядове значення. В Росії релігійне, обрядове значення ліхтариків було знехтувано, залишені лише декоративні якості. Дешеві, яскраві, екзотичні, ліхтарики дозволяли швидко і дешево вносити театральність в нудне дачне життя.
От і на картині Коровіна дівчина на неприбраній дерев'яній терасі дачного помешкання займається розвіскою паперових ліхтариків як важливішою подією ввечері. Яскраві, контрастні фарби картини привабили і організаторів чергової виставки картин Костянтина Коровіна, котра відбулася в Москві в березні—серпні 2012 р. Саме цю картину обрали для афіші виставки.